# Gustavo Martínez Frías
 Gustavo Martínez Frías (* 30. Mai 1935 in Bucaramanga, Santander, Kolumbien; † 29. August 2009 in Cúcuta, Norte de Santander) war Erzbischof von Nueva Pamplona. 

## Leben
Gustavo Martínez Frías studierte von 1954 bis 1960 Philosophie und Theologie an der Pontificia Universidad Javeriana in Bogotá und empfing am 27. November 1960 die Priesterweihe für das Bistum Socorro y San Gil. Er war Professor für Philosophie und Theologie am Priesterseminar in San Gil sowie Präfekt und Vizekanzler. Zudem war er Bischofsvikar der Kirchenprovinz von San Gil und Generalvikar der Diözese von Socorro y San Gil.
1987 wurde er von Papst Johannes Paul II. zum Bischof des Bistums Ipiales ernannt. Die Bischofsweihe spendete ihm am 20. Februar 1987 der Erzbischof von Bucaramanga, Héctor Rueda Hernández; Mitkonsekratoren waren der Erzbischof von Ibagué, José Joaquín Flórez Hernández, und der Erzbischof von Popayán, Samuel Silverio Buitrago Trujillo CM.
Papst Johannes Paul II. ernannte ihn 1999 zum Erzbischof des Erzbistums Nueva Pamplona. Er war Gründer der Corporación Nueva Sociedad im Nordosten von Kolumbien (CONSORNOC), bestehend aus der Universität Pamplona und der Universität Francisco de Paula Santander, der Erzdiözese von Pamplona, der Diözese Cúcuta, Tibú und Ocana, und der Industrie- und Handelskammern der vier Gemeinden.
Gustavo Martínez Frías starb an den Folgen gesundheitlicher Probleme im Amt. Der kolumbianische Präsident Álvaro Uribe Vélez unterbrach die Sitzung der südamerikanischen Regierungschefs in Bogotá für eine Schweigeminute.